# Jeff Coetzee
Pour les articles homonymes, voir Coetzee.
Jeff Coetzee, né le 25 avril 1977 à Okiep, est un joueur de tennis sud-africain, professionnel de 1996 à 2011. Il réside à Strand.

## Carrière
Spécialiste du double depuis le début 2001, il a remporté 6 tournois dont 3 avec Chris Haggard en 2002 et a atteint 10 finales dont celle du Masters de Paris-Bercy en 2008 avec Wesley Moodie, ce qui lui permet d'atteindre son meilleur classement à la 12e place mondiale. En Grand Chelem, il a atteint les demi-finales de l'Open d'Australie en 2003 et 2008.
Sur le circuit secondaire Challenger, il totalise 18 titres en double, remportés entre 1998 et 2010, et une finale en simple à Rancho Mirage en 1999.
Il a été membre de l'équipe sud-africaine de Coupe Davis de 2000 à 2010. En 2007 et 2009, il contribue à la remontée de son équipe de la 3e division africaine jusqu'au barrages du Groupe Mondial contre l'Inde en 2009. L'Afrique du Sud remporte 10 rencontres consécutives durant cette période. Son bilan dans la compétition en double est de 13 victoires pour 3 défaites. Il a notamment battu la paire Nicolas Kiefer/Rainer Schüttler en 2005.

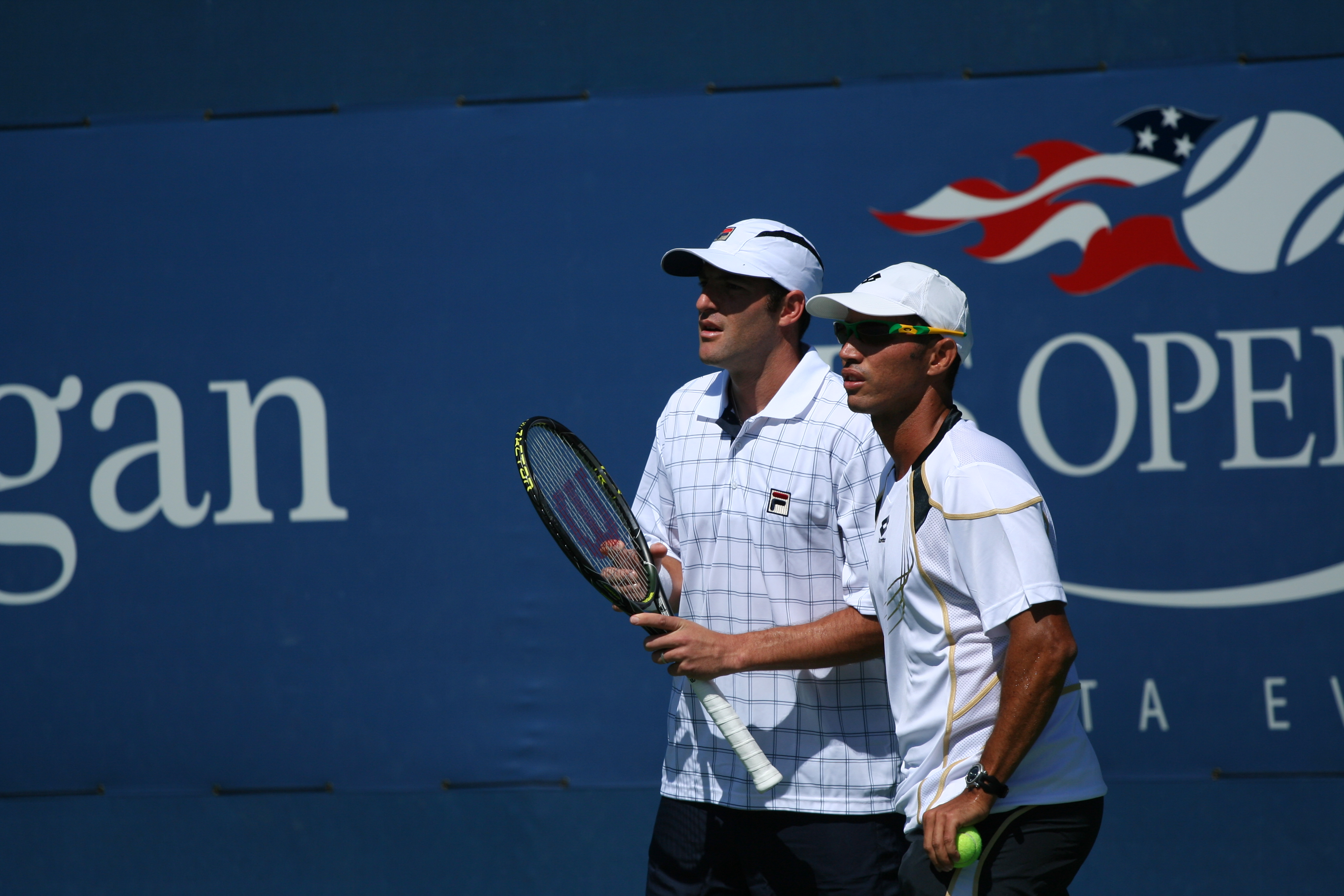
Erlich et Coetzee à l'US Open en 2009.

## Palmarès

### Titre en simple
Aucun

### Finale en simple
Aucune

### Titres en double (6)
| No | Date       | Nom et lieu du tournoi                    | Catégorie   | Dotation  | Surface      | Partenaire    | Finalistes                         | Score              |          |
| -- | ---------- | ----------------------------------------- | ----------- | --------- | ------------ | ------------- | ---------------------------------- | ------------------ | -------- |
| 1  | 15-07-2002 | Energis Open Amersfoort                   | Int' Series | 356 000 $ | Terre (ext.) | Chris Haggard | André Sá Alexandre Simoni          | 7-61, 6-3          | Parcours |
| 2  | 30-09-2002 | AIG Japan Open Tennis Championships Tokyo | Series Gold | 700 000 $ | Dur (ext.)   | Chris Haggard | Jan-Michael Gambill Graydon Oliver | 7-64, 6-4          | Parcours |
| 3  | 30-12-2002 | AAPT Championships Adélaïde               | Int' Series | 332 000 $ | Dur (ext.)   | Chris Haggard | Max Mirnyi Jeff Morrison           | 2-6, 6-4, 7-67     | Parcours |
| 4  | 08/01/2007 | Heineken Open Auckland                    | Int' Series | 391 000 $ | Dur (ext.)   | Rogier Wassen | Simon Aspelin Chris Haggard        | 69-7, 6-3, [10-2]  | Parcours |
| 5  | 17/06/2007 | Ordina Open Bois-le-Duc                   | Int' Series | 391 000 $ | Gazon (ext.) | Rogier Wassen | Martin Damm Leander Paes           | 3-6, 7-65, [12-10] | Parcours |
| 6  | 14-04-2008 | Estoril Open Estoril                      | Int' Series | 349 000 € | Terre (ext.) | Wesley Moodie | Jamie Murray Kevin Ullyett         | 6-2, 4-6, [10-8]   | Parcours |

### Finales en double (10)
| No | Date       | Nom et lieu du tournoi                             | Catégorie      | Dotation    | Surface         | Vainqueurs                        | Partenaire       | Score            |          |
| -- | ---------- | -------------------------------------------------- | -------------- | ----------- | --------------- | --------------------------------- | ---------------- | ---------------- | -------- |
| 1  | 22-07-2002 | Idea Prokom Open Sopot                             | Int' Series    | 356 000 $   | Terre (ext.)    | František Čermák Leoš Friedl      | Nathan Healey    | 7-5, 7-5         | Parcours |
| 2  | 08-09-2003 | BCR Open Romania Bucarest                          | Int' Series    | 355 000 $   | Terre (ext.)    | Karsten Braasch Sargis Sargsian   | Simon Aspelin    | 7-67, 6-2        | Parcours |
| 3  | 16-02-2004 | Kroger St. Jude Memphis                            | Series Gold    | 665 000 $   | Dur (int.)      | Bob Bryan Mike Bryan              | Chris Haggard    | 6-3, 6-4         | Parcours |
| 4  | 01-03-2004 | Franklin Templeton Tennis Classic Scottsdale       | Int' Series    | 355 000 $   | Dur (ext.)      | Rick Leach Brian MacPhie          | Chris Haggard    | 6-3, 6-1         | Parcours |
| 5  | 24/10/2005 | Grand Prix de tennis de Lyon Lyon                  | Int' Series    | 775 000 $   | Moquette (int.) | Michaël Llodra Fabrice Santoro    | Rogier Wassen    | 6-3, 6-1         | Parcours |
| 6  | 10-07-2006 | Campbell’s Hall of Fame Championships Newport (RI) | Int' Series    | 355 000 $   | Gazon (ext.)    | Robert Kendrick Jürgen Melzer     | Justin Gimelstob | 7-63, 6-0        | Parcours |
| 7  | 31-12-2007 | Qatar ExxonMobil Open Doha                         | Int' Series    | 1 024 000 $ | Dur (ext.)      | Philipp Kohlschreiber David Škoch | Wesley Moodie    | 6-4, 4-6, [11-9] | Parcours |
| 8  | 11-02-2008 | Open 13 Marseille                                  | Int' Series    | 513 000 €   | Dur (int.)      | Martin Damm Pavel Vízner          | Yves Allegro     | 7-60, 7-5        | Parcours |
| 9  | 16-06-2008 | The Slazenger Open Nottingham                      | Int' Series    | 349 000 €   | Gazon (ext.)    | Bruno Soares Kevin Ullyett        | Jamie Murray     | 6-2, 7-65        | Parcours |
| 10 | 27-10-2008 | BNP Paribas Masters Paris                          | Masters Series | 2 057 000 € | Dur (int.)      | Jonas Björkman Kevin Ullyett      | Wesley Moodie    | 6-2, 6-2         | Parcours |

## Parcours enGrand Chelem

### En simple
Aucun

### En double
| Année | Open d'Australie              | Open d'Australie                 | Roland-Garros             | Roland-Garros                   | Wimbledon                     | Wimbledon                         | US Open                        | US Open                           |
| ----- | ----------------------------- | -------------------------------- | ------------------------- | ------------------------------- | ----------------------------- | --------------------------------- | ------------------------------ | --------------------------------- |
| 1999  | 1er tour Sander Groen         | Ievgueni Kafelnikov Daniel Vacek | -                         | -                               | -                             | -                                 | Quart de finale Brent Haygarth | Jonas Björkman Byron Black        |
| 2000  | 1er tour Brent Haygarth       | Todd Woodbridge Mark Woodforde   | 1er tour Brent Haygarth   | Martin Damm Dominik Hrbatý      | 2e tour Brent Haygarth        | Olivier Delaitre Fabrice Santoro  | 3e tour Brent Haygarth         | Bob Bryan Mike Bryan              |
| 2001  | 1er tour Marcos Ondruska      | Joan Balcells German Puentes     | 2e tour Brent Haygarth    | Tomáš Cibulec Leoš Friedl       | 1er tour Brent Haygarth       | Roger Federer Wayne Ferreira      | -                              | -                                 |
| 2002  | 2e tour Marius Barnard        | Petr Pála Pavel Vízner           | 3e tour Byron Black       | Jonas Björkman Todd Woodbridge  | 2e tour John-Laffnie de Jager | James Blake Andrew Kratzmann      | 1er tour Chris Haggard         | Paul Haarhuis Ievgueni Kafelnikov |
| 2003  | Demi-finale Chris Haggard     | Michaël Llodra Fabrice Santoro   | -                         | -                               | -                             | -                                 | 1er tour John-Laffnie de Jager | Nathan Healey Jordan Kerr         |
| 2004  | 2e tour Chris Haggard         | Rafael Nadal Tommy Robredo       | 1er tour Chris Haggard    | Massimo Bertolini Robbie Koenig | 1er tour Chris Haggard        | Lucas Arnold Ker Martín García    | 1er tour Cyril Saulnier        | Karol Beck Robin Söderling        |
| 2005  | 2e tour Karsten Braasch       | Karol Beck Sargis Sargsian       | -                         | -                               | 1er tour Ricardo Mello        | Rick Leach Travis Parrott         | 2e tour Kenneth Carlsen        | Fernando González Nicolás Massú   |
| 2006  | 2e tour Rogier Wassen         | Paul Hanley Kevin Ullyett        | 1er tour Justin Gimelstob | Andrei Pavel Alexander Waske    | 1er tour Wayne Black          | James Auckland Jamie Delgado      | 2e tour Rogier Wassen          | Jonathan Erlich Andy Ram          |
| 2007  | Quart de finale Rogier Wassen | Bob Bryan Mike Bryan             | 3e tour Rogier Wassen     | Jonas Björkman Max Mirnyi       | 1er tour Rogier Wassen        | Wesley Moodie Todd Perry          | 3e tour Rogier Wassen          | Bob Bryan Mike Bryan              |
| 2008  | Demi-finale Wesley Moodie     | Arnaud Clément Michaël Llodra    | 2e tour Wesley Moodie     | Janko Tipsarević Viktor Troicki | 2e tour Wesley Moodie         | Feliciano López Fernando Verdasco | 1er tour Rogier Wassen         | Máximo González Juan Mónaco       |
| 2009  | 2e tour Wesley Moodie         | Andrew Coelho Joseph Sirianni    | 1er tour Jordan Kerr      | Jaroslav Levinský Igor Zelenay  | 2e tour Jordan Kerr           | Rogier Wassen Igor Zelenay        | 1er tour Jonathan Erlich       | Bruno Soares Kevin Ullyett        |
| 2010  | 1er tour Rogier Wassen        | John Isner Sam Querrey           | 1er tour Andreas Seppi    | Viktor Troicki Dušan Vemić      | 1er tour Kristof Vliegen      | Wesley Moodie Dick Norman         | -                              | -                                 |

Sous le résultat, le partenaire ; à droite, l'ultime équipe adverse.

### En double mixte
| Année | Open d'Australie | Open d'Australie | Roland-Garros | Roland-Garros | Wimbledon                    | Wimbledon                           | US Open                          | US Open                       |
| ----- | ---------------- | ---------------- | ------------- | ------------- | ---------------------------- | ----------------------------------- | -------------------------------- | ----------------------------- |
| 2008  |                  |                  |               |               |                              |                                     | 1er tour (1/16) Janette Husárová | F. Pennetta Dušan Vemić       |
| 2009  |                  |                  |               |               | 1er tour (1/32) Jill Craybas | Galina Voskoboeva Jean-Julien Rojer | 2e tour (1/8) Raquel Kops-Jones  | Lisa Raymond Marcin Matkowski |

Sous le résultat, la partenaire ; à droite, l’ultime équipe adverse.